# Мичуринский проспект (станция метро, Большая кольцевая линия)
«Мичу́ринский проспе́кт» —  станция Московского метрополитена на юго-западном участке Большой кольцевой линии. Связана пересадкой с одноимённой станцией на Солнцевской линии. Расположена в районе Раменки (ЗАО), вдоль улицы Удальцова у её пересечения с Мичуринским проспектом, по которому и получила своё название. Открытие станции состоялось 7 декабря 2021 года в составе участка «Мнёвники» — «Каховская».

## Расположение и вестибюли
Станция расположена в 36-м микрорайоне Раменок вдоль улицы Удальцова у её пересечения с Мичуринским проспектом. Имеет два вестибюля, подземный юго-восточный и наземный северо-западный, а также переход на станцию «Мичуринский проспект» Солнцевской линии.
Выход из подземного вестибюля организован в подземный пешеходный переход. Наземный вестибюль расположен на нечётной юго-восточной стороне Мичуринского проспекта и представляет собой отдельное одноэтажное здание, которое является общим вестибюлем для станций Солнцевской и Большой кольцевой линии. Вестибюль и здание станции Солнцевской линии соединены надземным крытым пешеходным мостом, через который можно попасть на второй уровень станции Солнцевской линии. До открытия станции Большой кольцевой линии мост выполнял функцию надземного пешеходного перехода: с его помощью пешеходы могут пересечь Мичуринский проспект. Надземный переход имеет два коридора, разделённых стеной — широкий для пешеходов на территории метрополитена, прошедших через турникеты, и узкий для обычных пешеходов, не вошедших из города в метро. Это единственный в Москве надземный переход, соединяющий две подземные станции метро.

Вестибюли станции
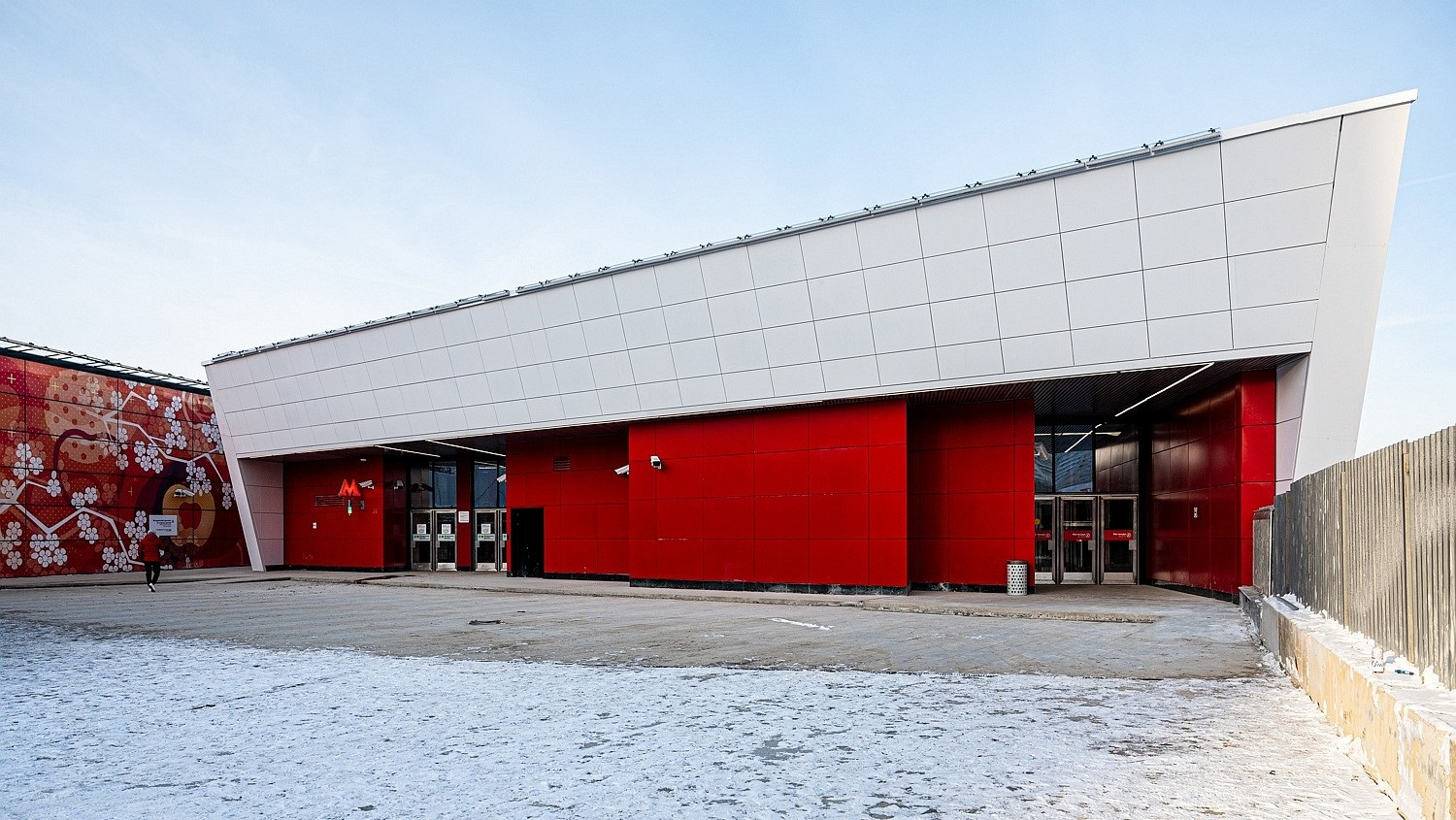
Наземный северо-западный вестибюль
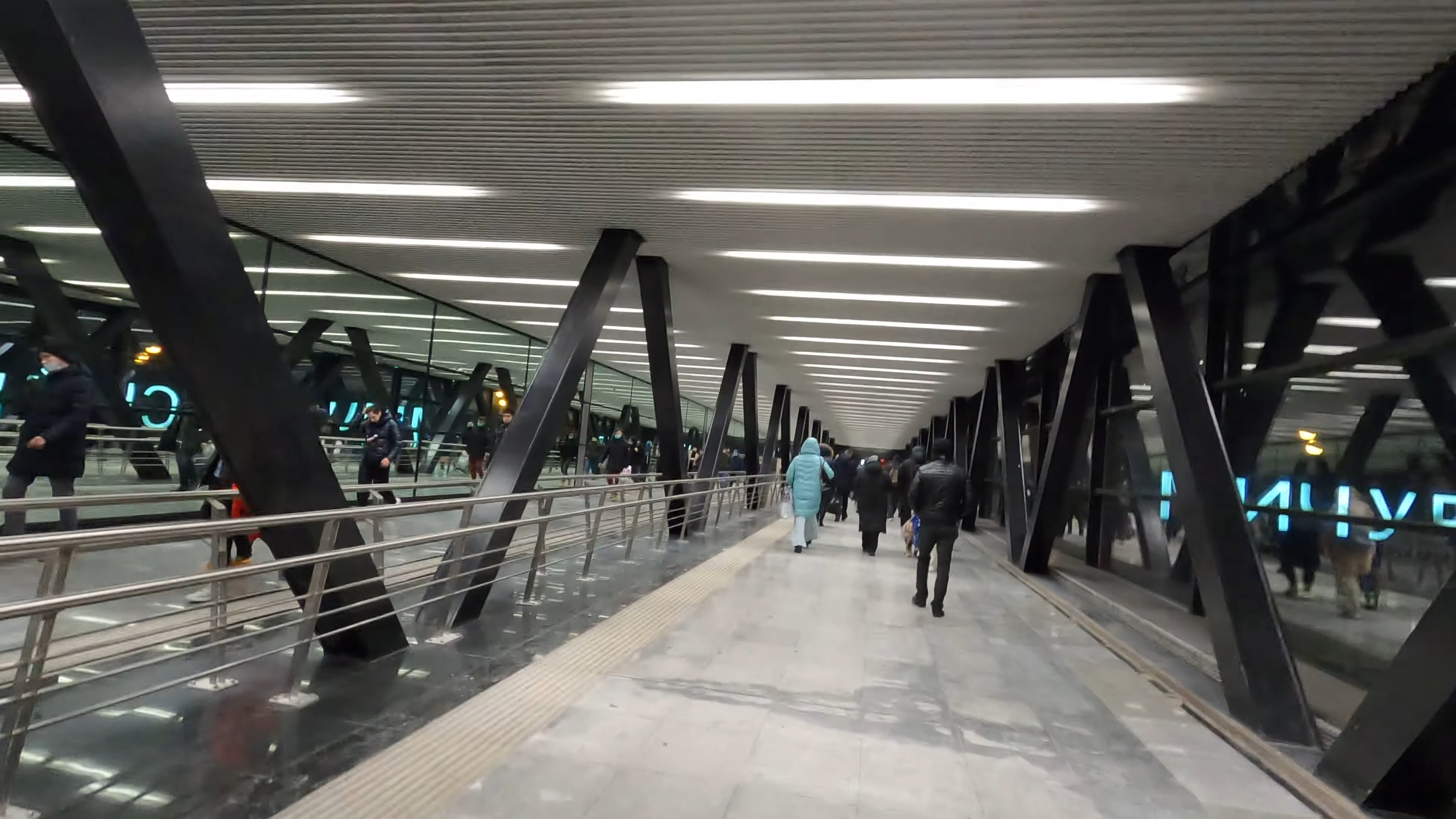
Интерьер надземного перехода по мосту над Мичуринским проспектом между станциями Большой кольцевой и Солнцевской линий
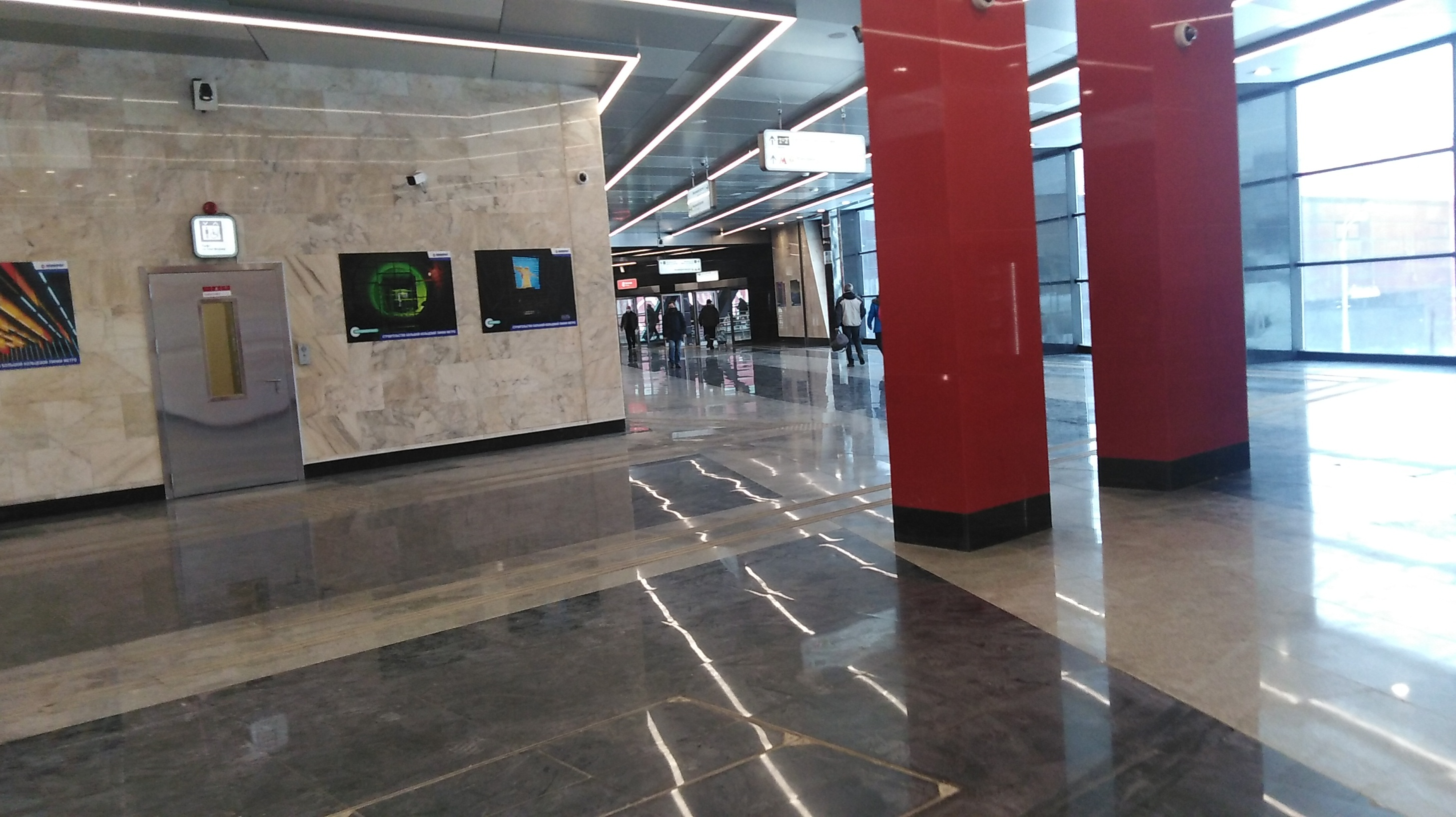
Интерьер северо-западного вестибюля, проход в сторону выхода и надземного перехода
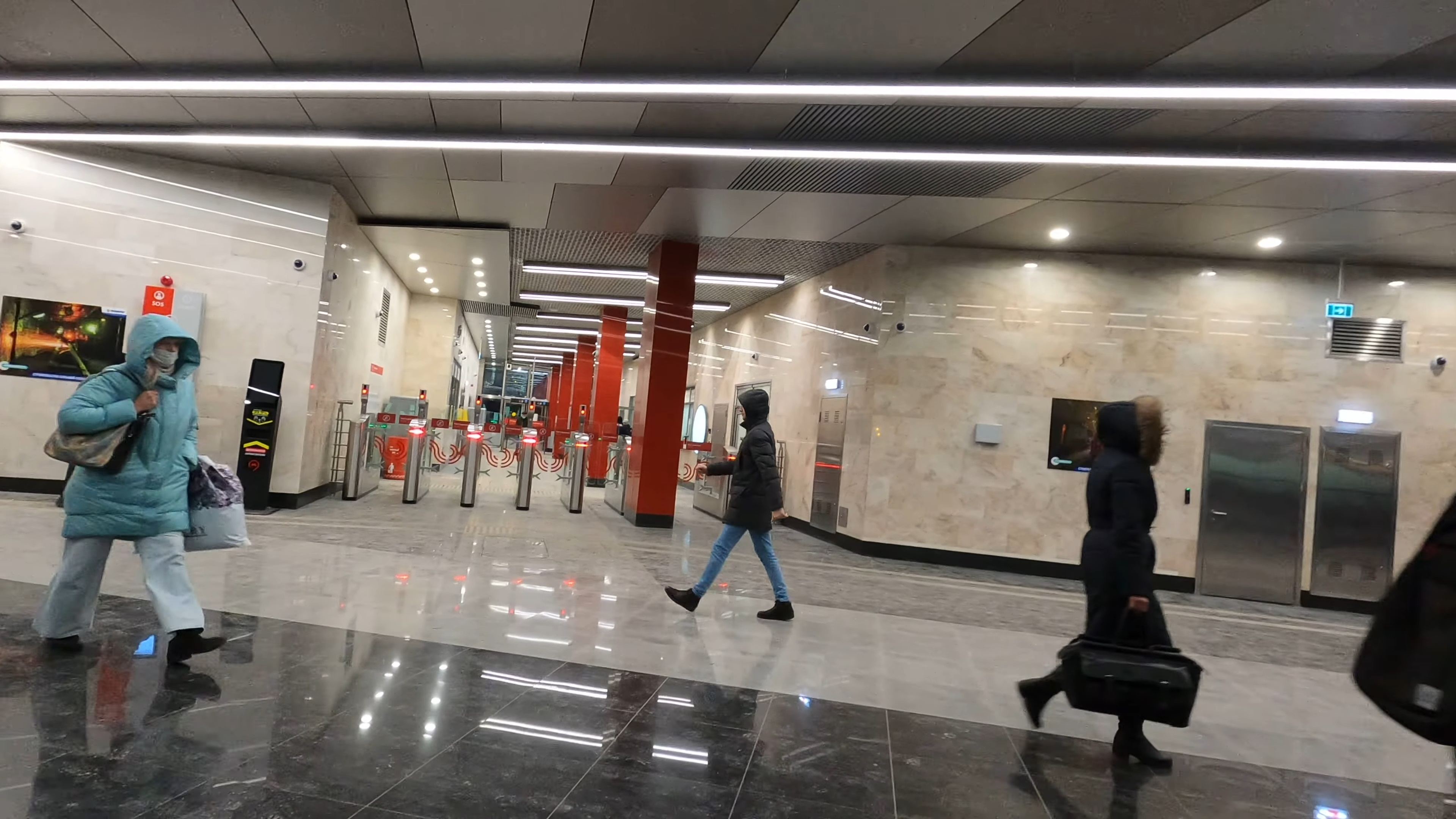
Интерьер северо-западного вестибюля, вид в сторону входных турникетов
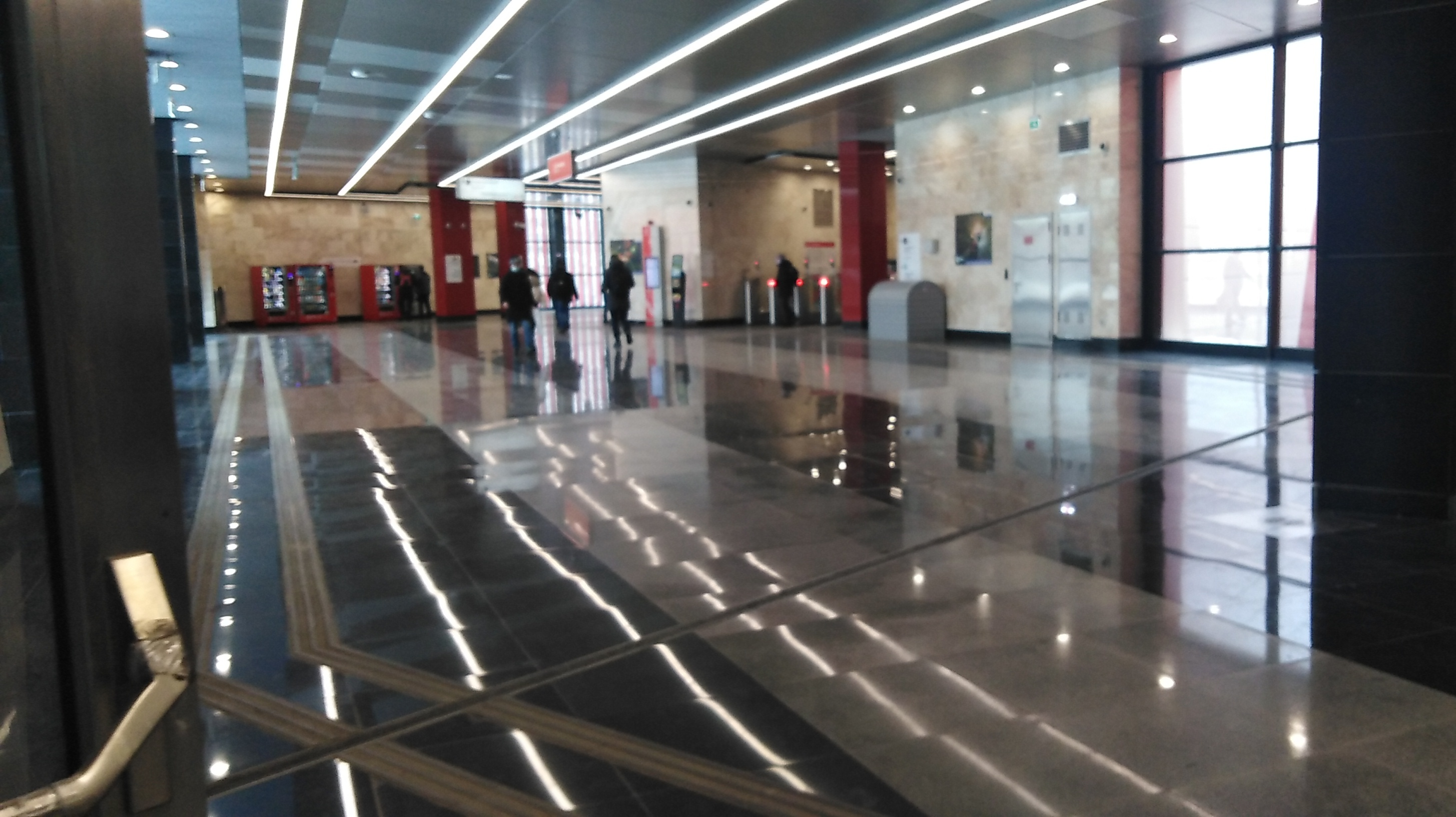
Интерьер северо-западного вестибюля, проход к эскалаторам (вдали) и турникетам на выход (справа)
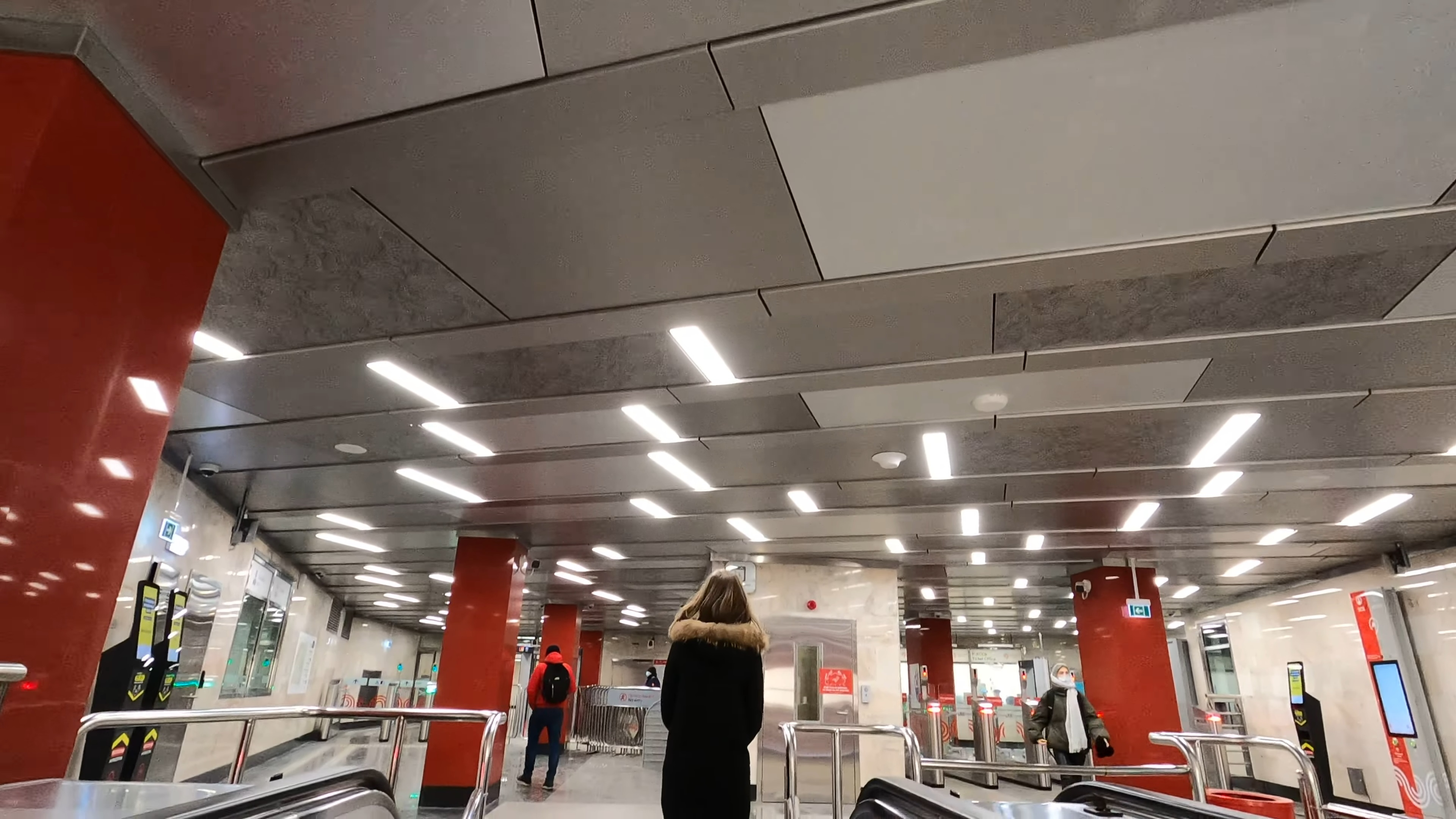
Интерьер турникетного зала юго-восточного подземного вестибюля, выход со стороны эскалаторов

## Строительство

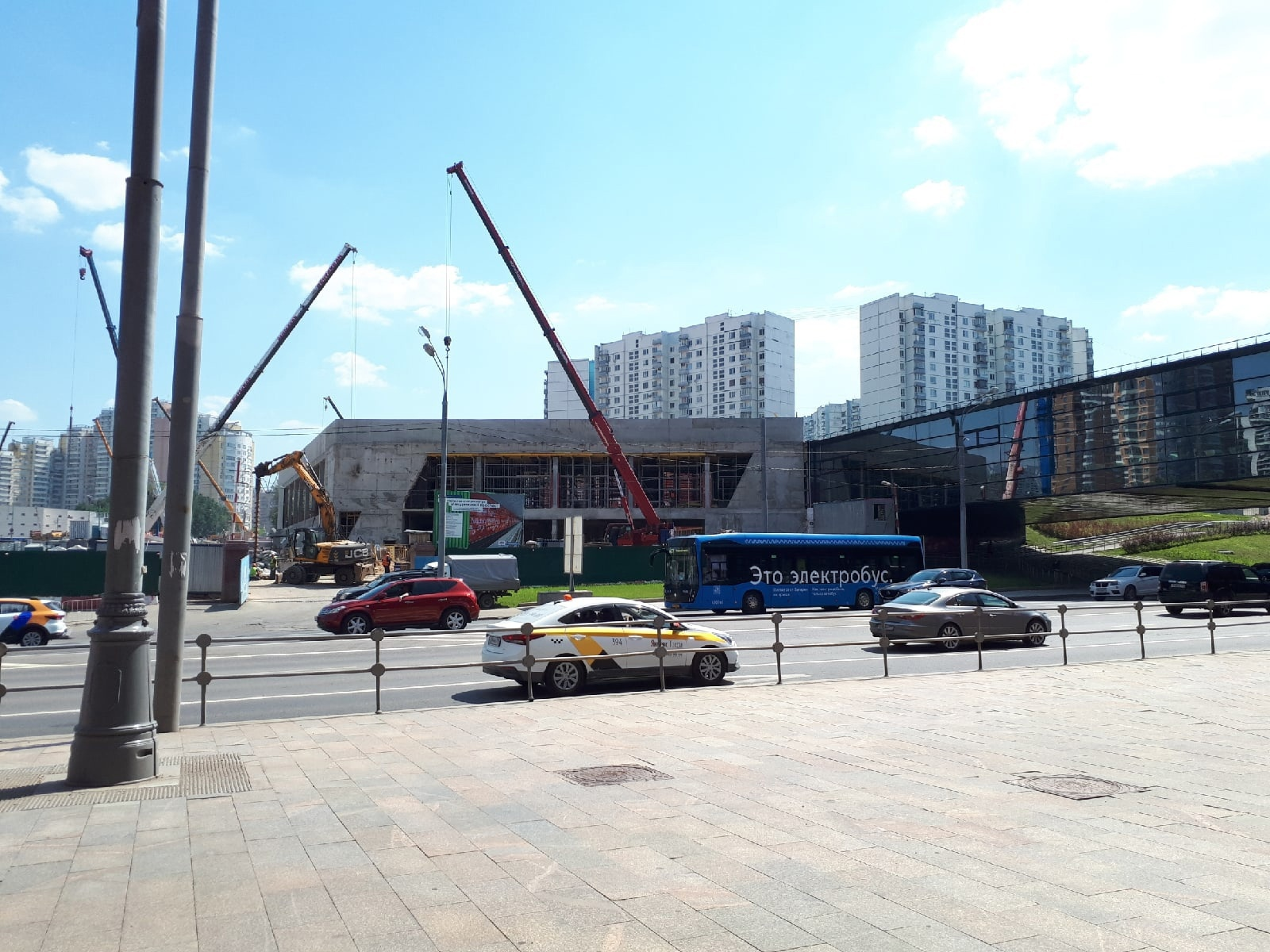
Строящийся северо-западный наземный вестибюль станции

- 23 июня 2017 года — китайская компания China Railway Construction Corporation Limited (CRCC), являющаяся подрядчиком для строительства этого участка БКЛ[5], начала строительные работы[6].
- 19 сентября 2017 года — в Россию доставлены три ТПМК из Китая для проходки тоннелей на участке «Аминьевское шоссе» — «Проспект Вернадского». Стало известно, что все строительно-монтажные работы планируют завершить до конца 2019 года[7].
- 28 апреля 2018 года стало известно о том, что китайские специалисты начнут строить тоннель от станции в июне[8][9].
- 14 августа 2018 года началось строительство станции[10].
- 16 сентября 2021 года — мэр Москвы Сергей Собянин провёл технический пуск участка «Давыдково» — «Проспект Вернадского»[11].
- 5 декабря 2021 года — станцию подключили к электросети[12].
- 7 декабря 2021 года — открытие станции в составе участка «Мнёвники» — «Каховская».

Генеральный проектировщик и генеральный подрядчик по строительству станции метро — АО «Мосинжпроект».

## Пассажиропоток
На 22 декабря 2021 года станцией пользуется более 18 тысяч человек ежедневно.

## Оформление
Построенная китайскими специалистами, станция имеет прямые отсылки к искусству этой страны. Главной темой оформления является китайский иероглиф, означающий дружбу, в окружении растительных гирлянд, которые напоминают о работах биолога Ивана Мичурина. Колонны ярко-алого цвета соответствуют национальному цвету Китая.

## Наземный общественный транспорт
На этой станции можно пересесть на следующие маршруты городского пассажирского транспорта:
- Автобусы: м17, 120, 325, 661, 715

## Галерея

Станционный путевой зал
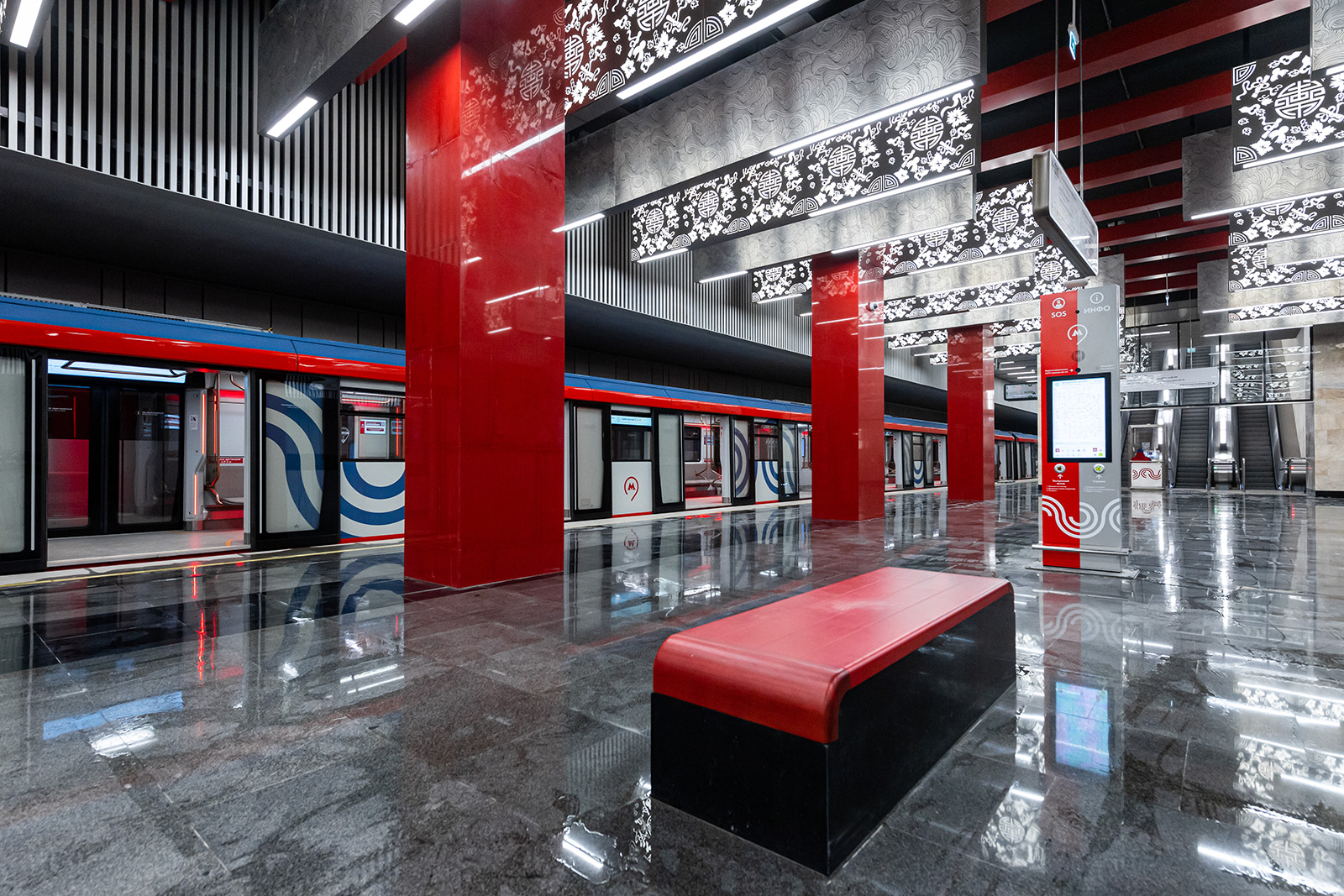
Скамейка и станционный зал, вид под углом
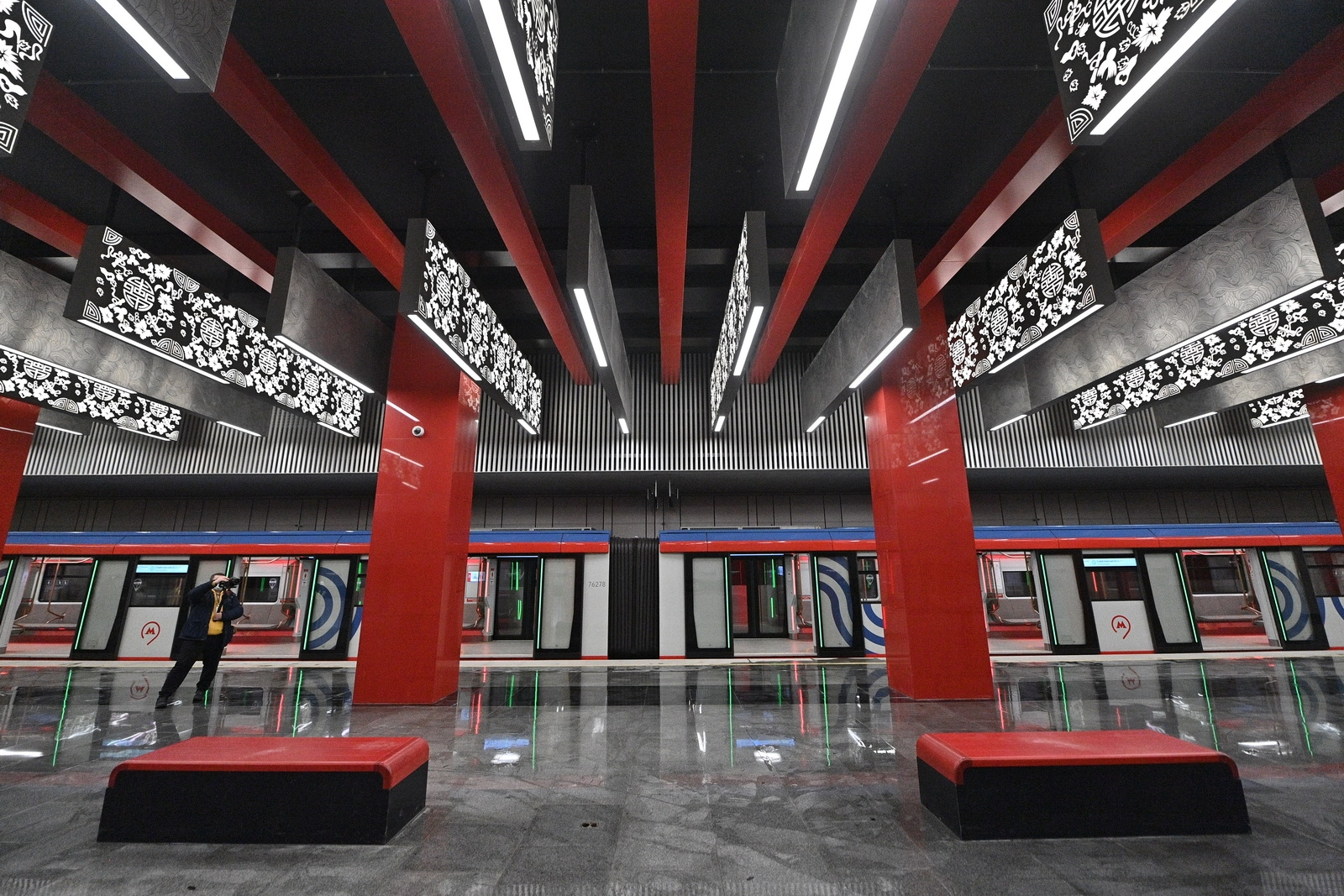
Колонны, скамейки и потолок станции, вид сбоку
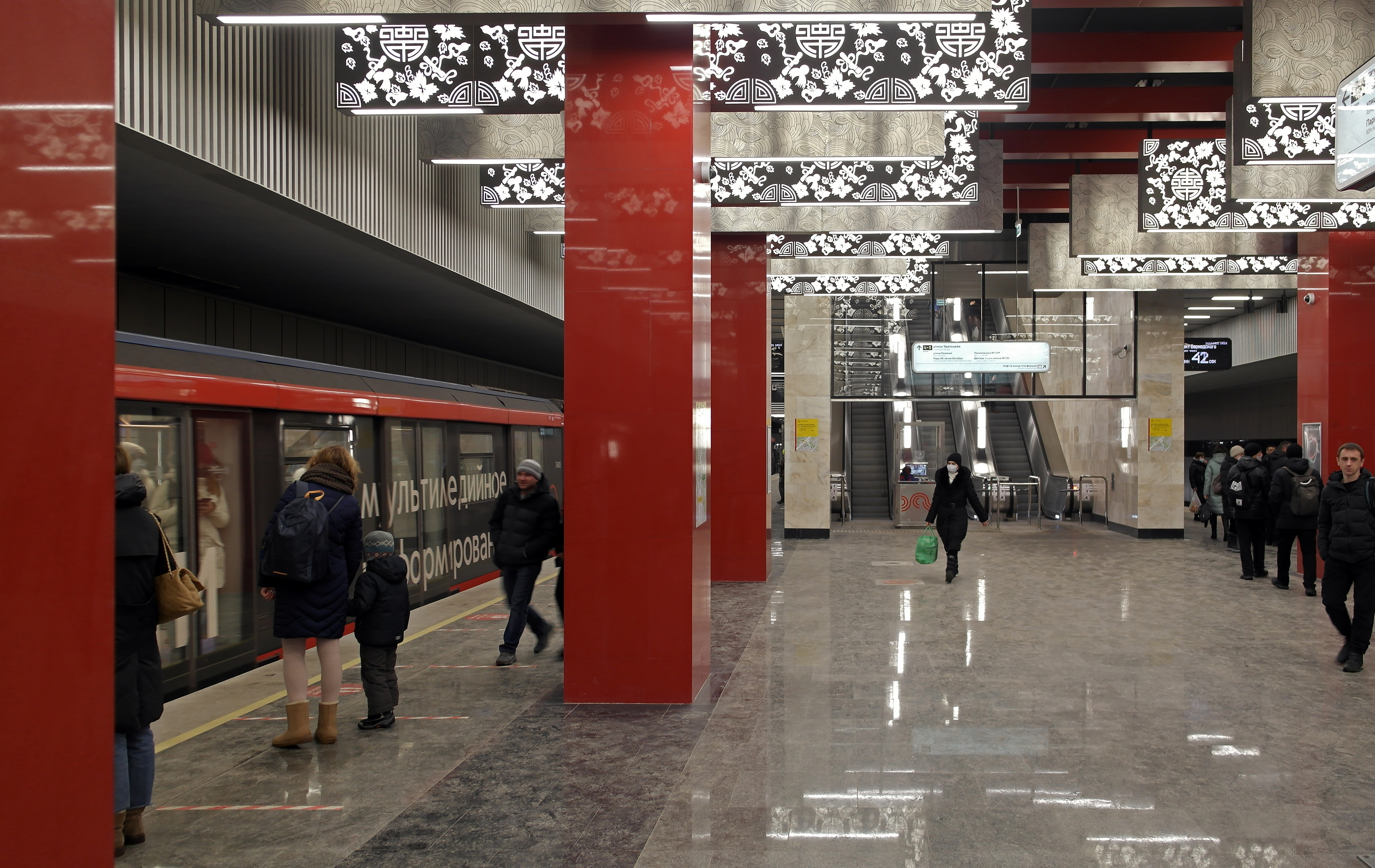
Вид в сторону эскалаторов
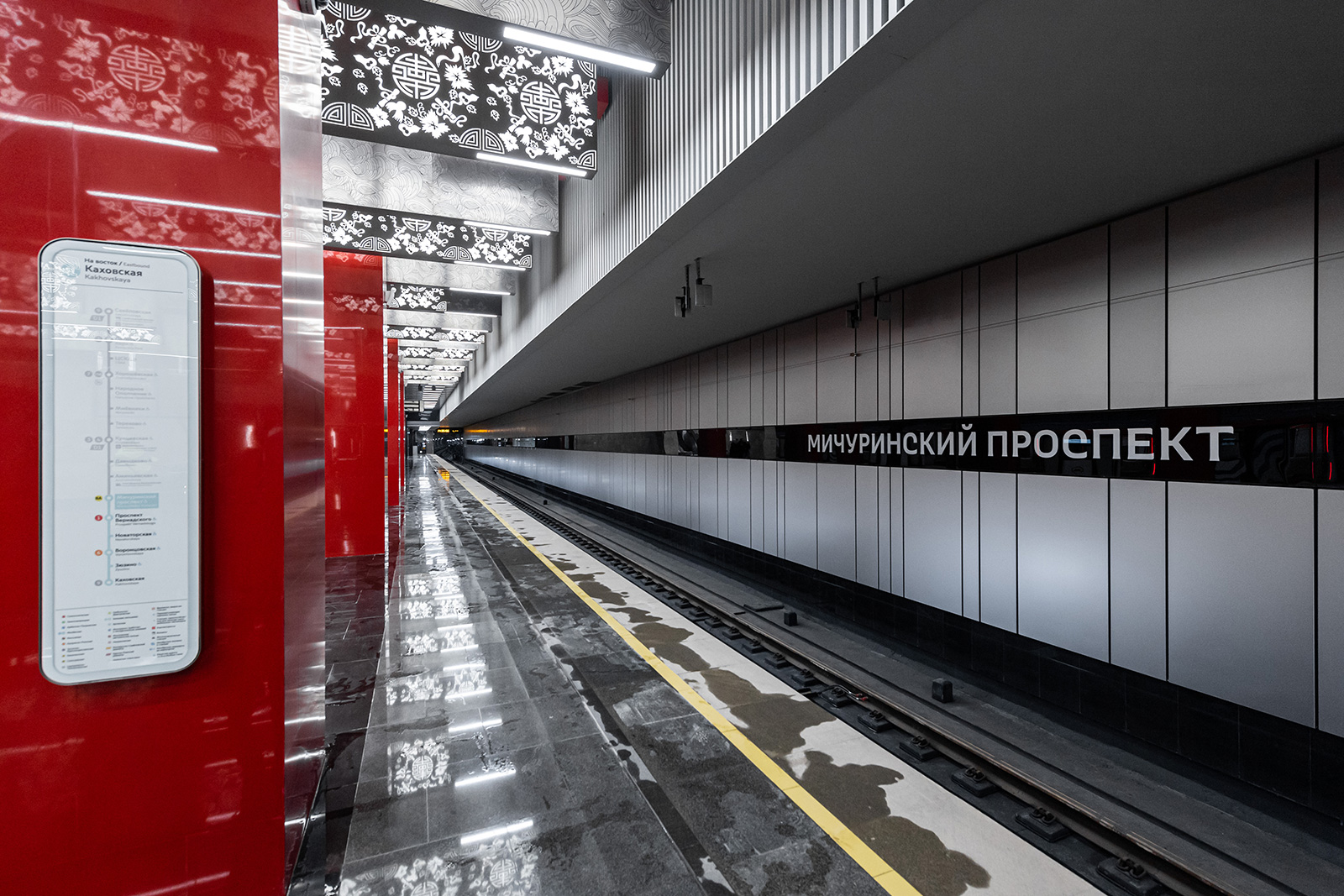
Платформа, путевая стена и потолок над путём
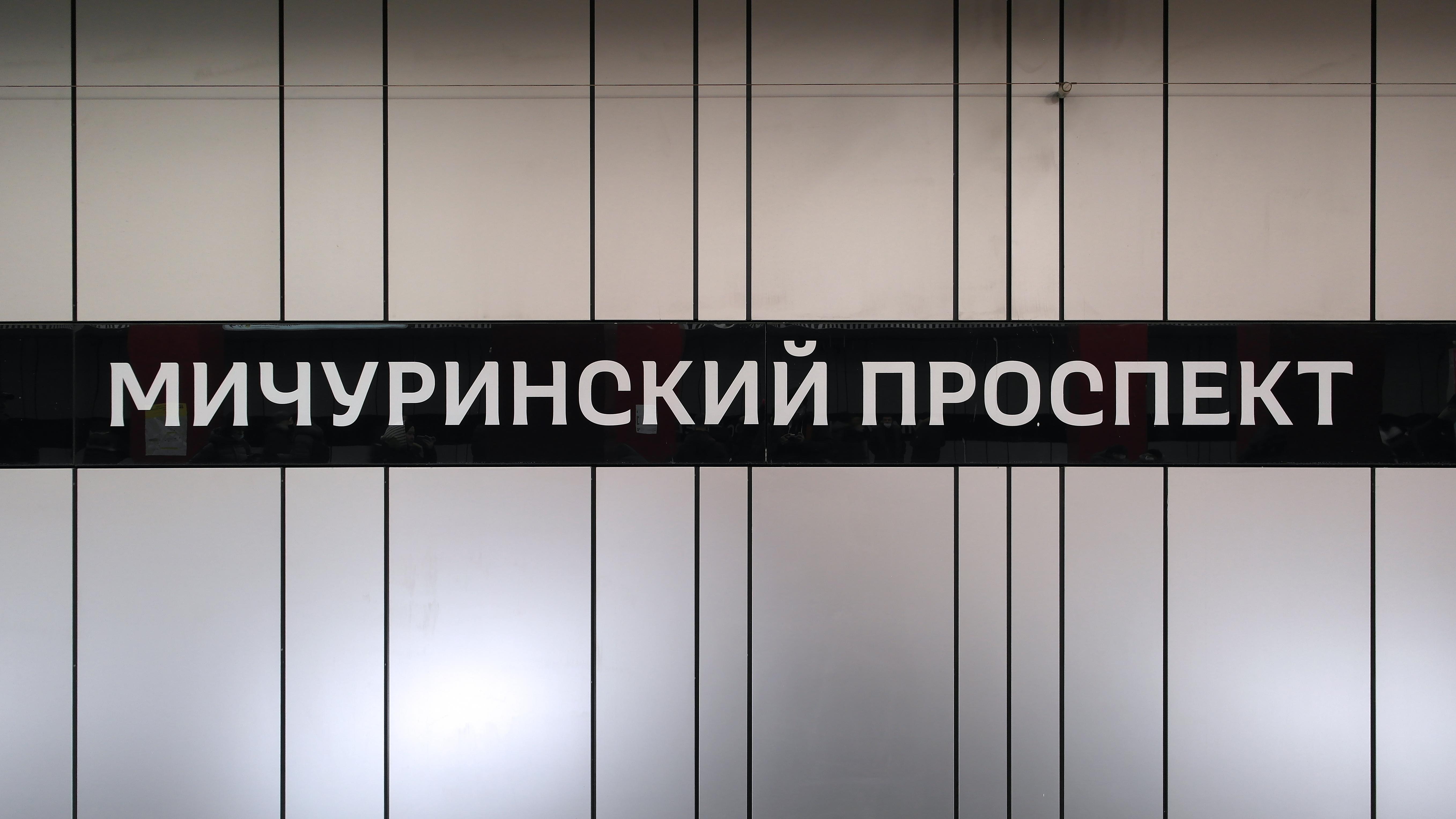
Название станции с шрифтовым написанием студии Артемия Лебедева на путевой стене
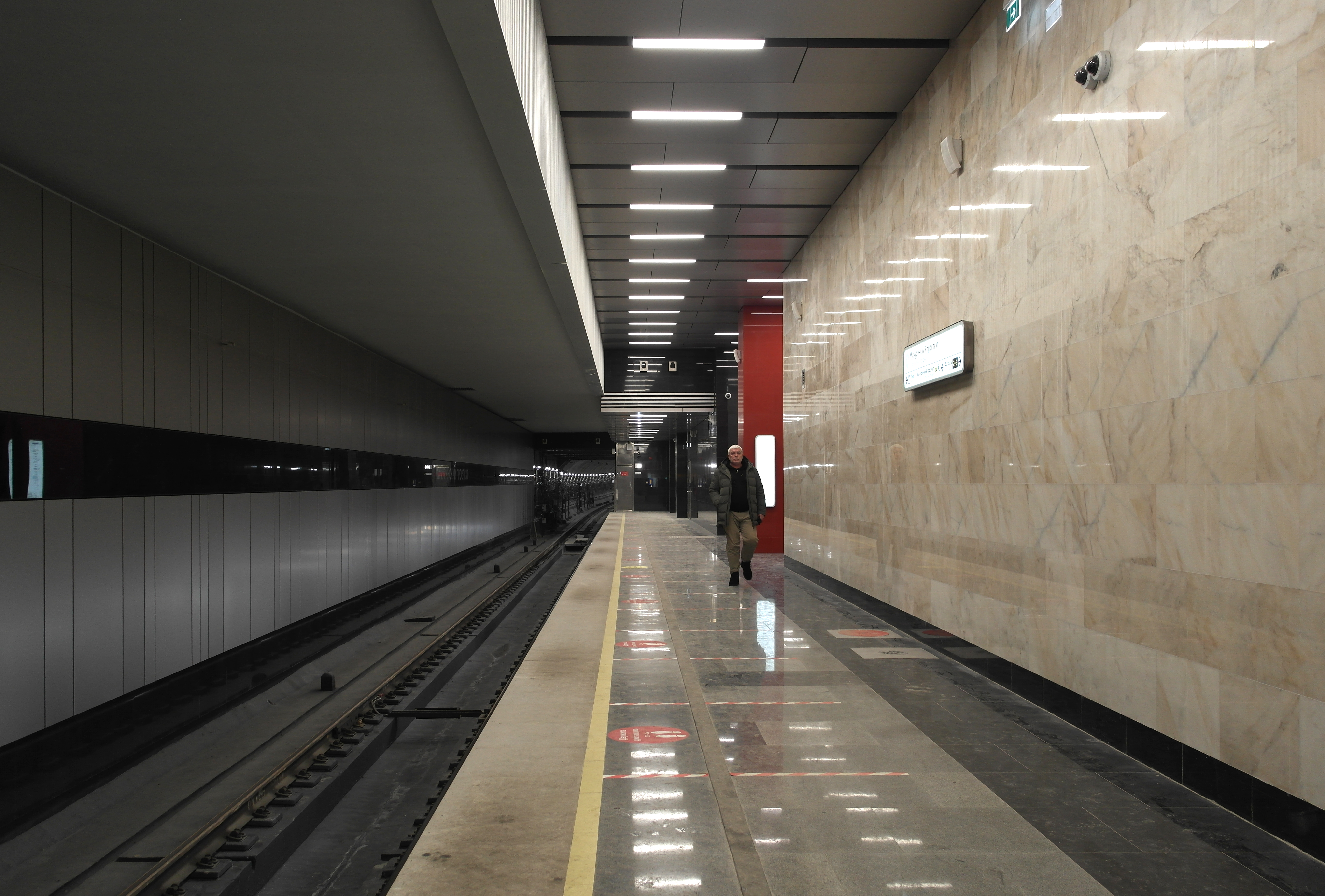
Платформа, путь и стена зоны эскалаторов
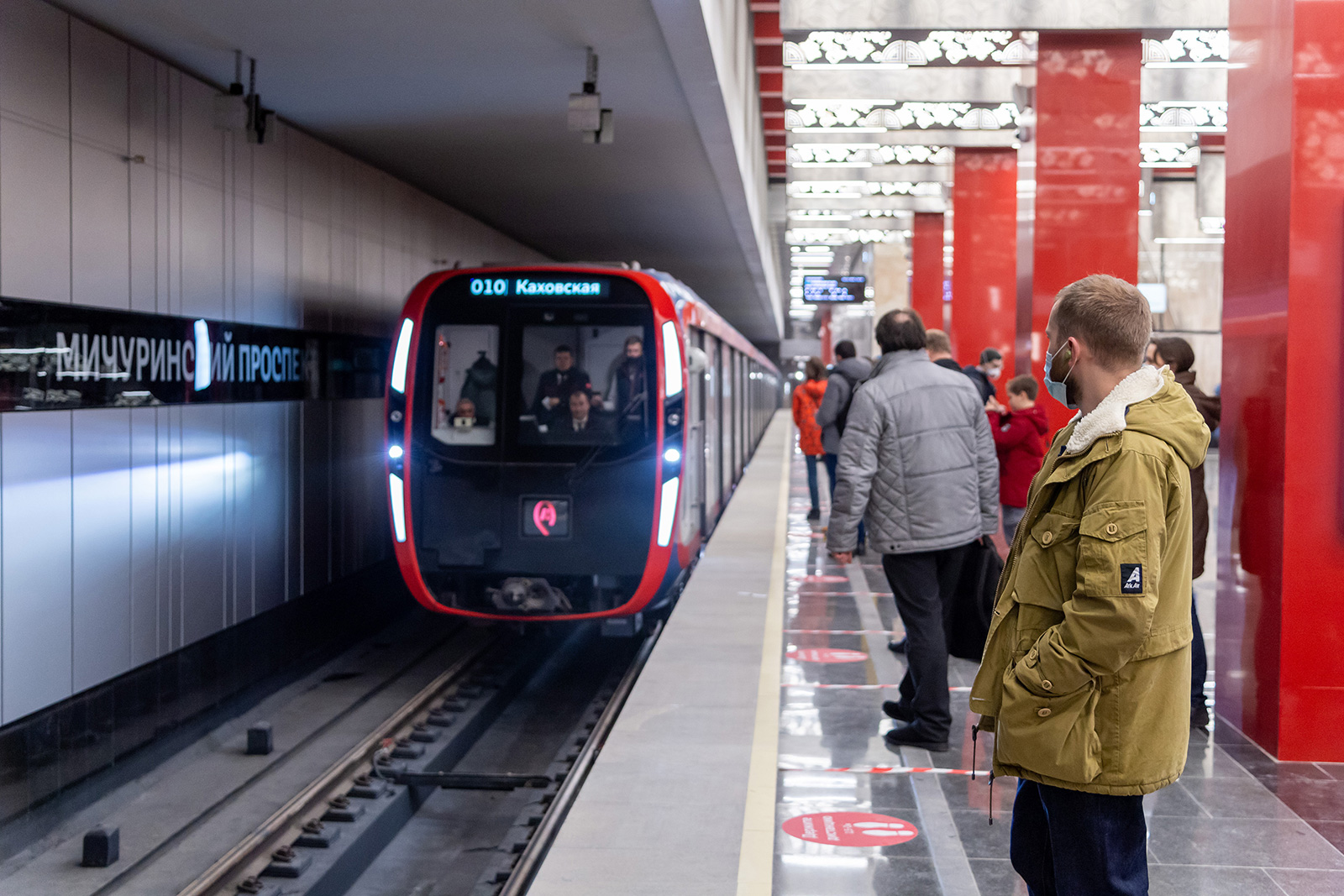
Электропоезд 81-775/776/777 «Москва-2020» прибывает на станцию
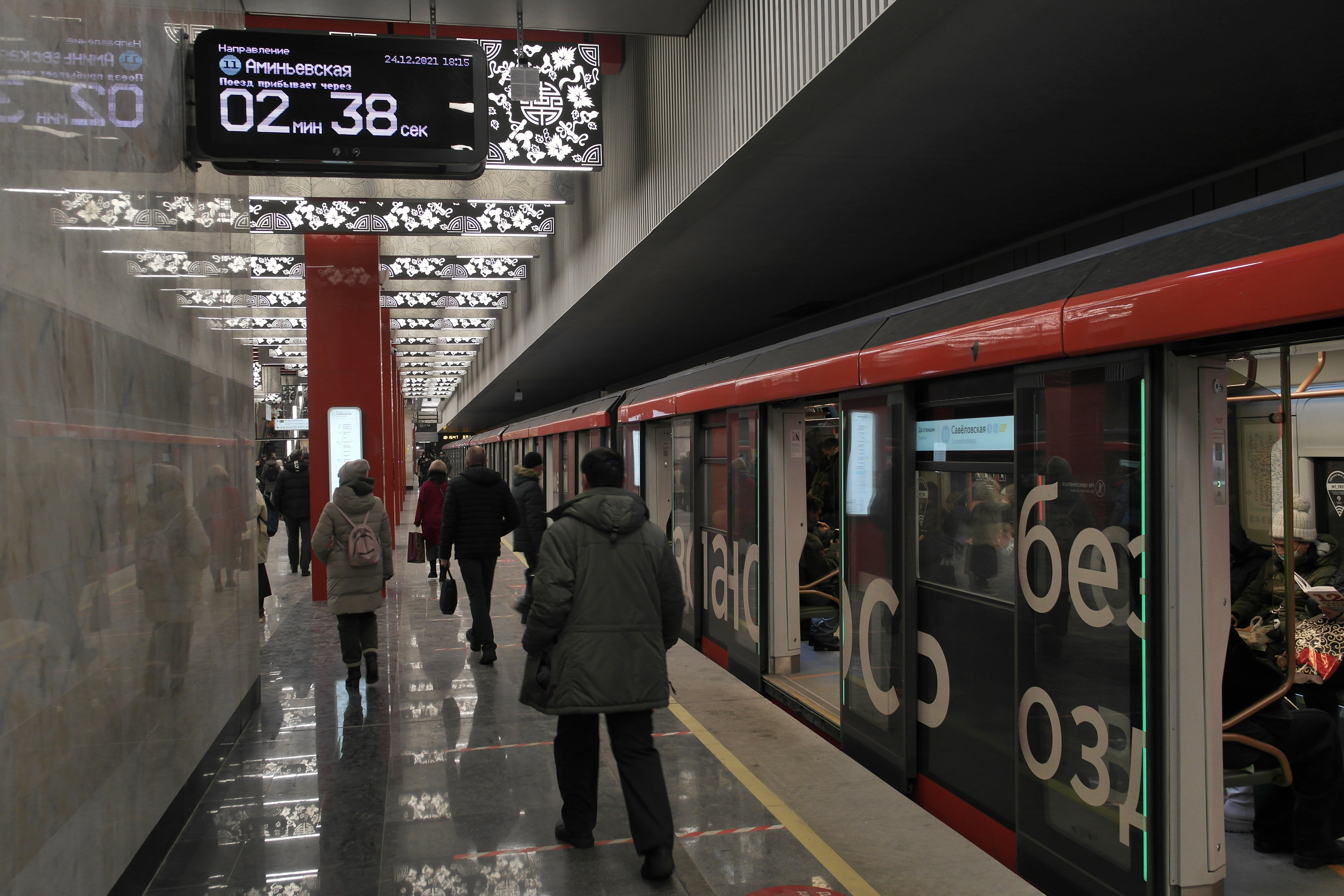
Посадка в электропоезд 81-775/776/777 «Москва-2020»
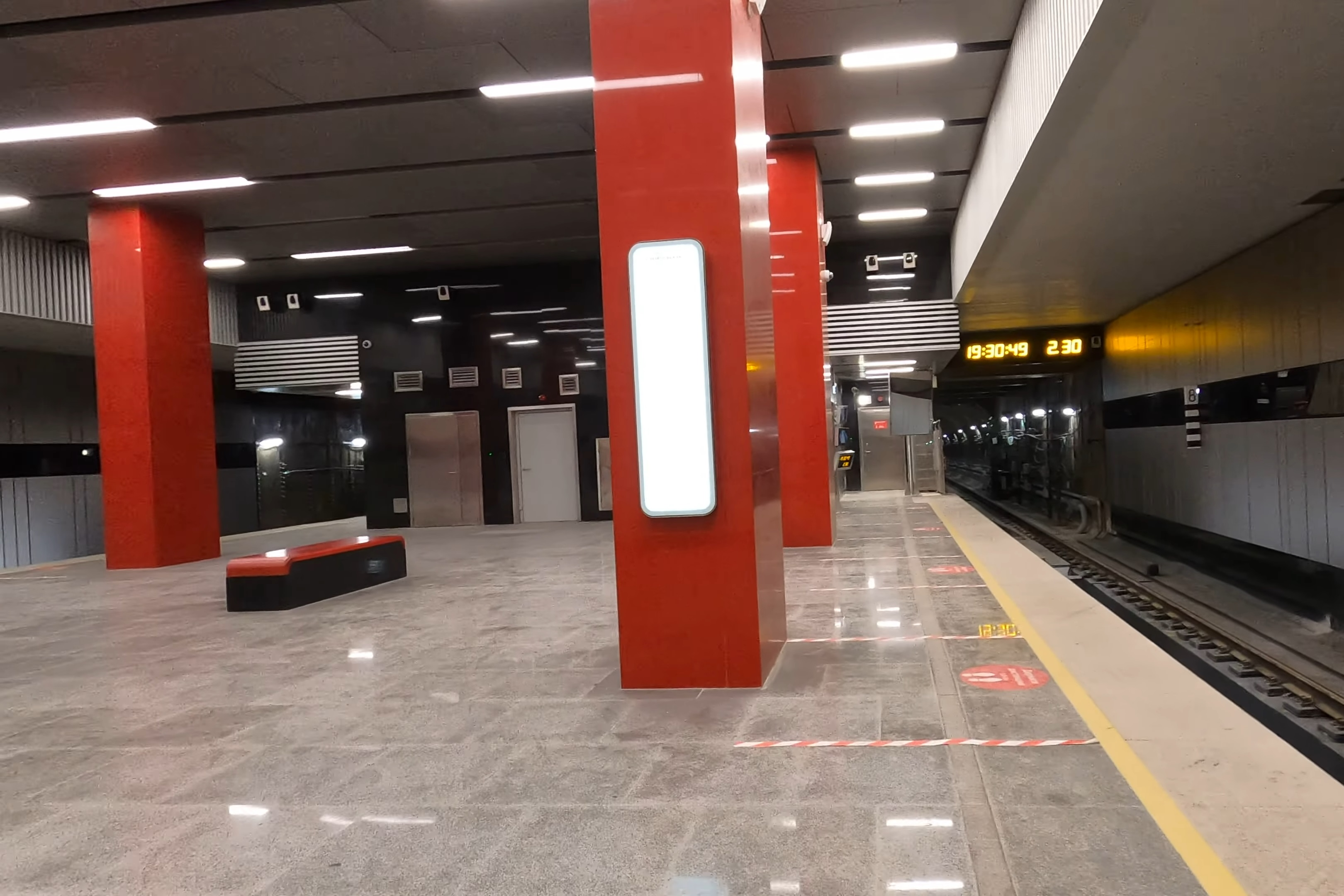
Торцевая часть зала и портал тоннеля

Эскалаторы, выходы и пересадки
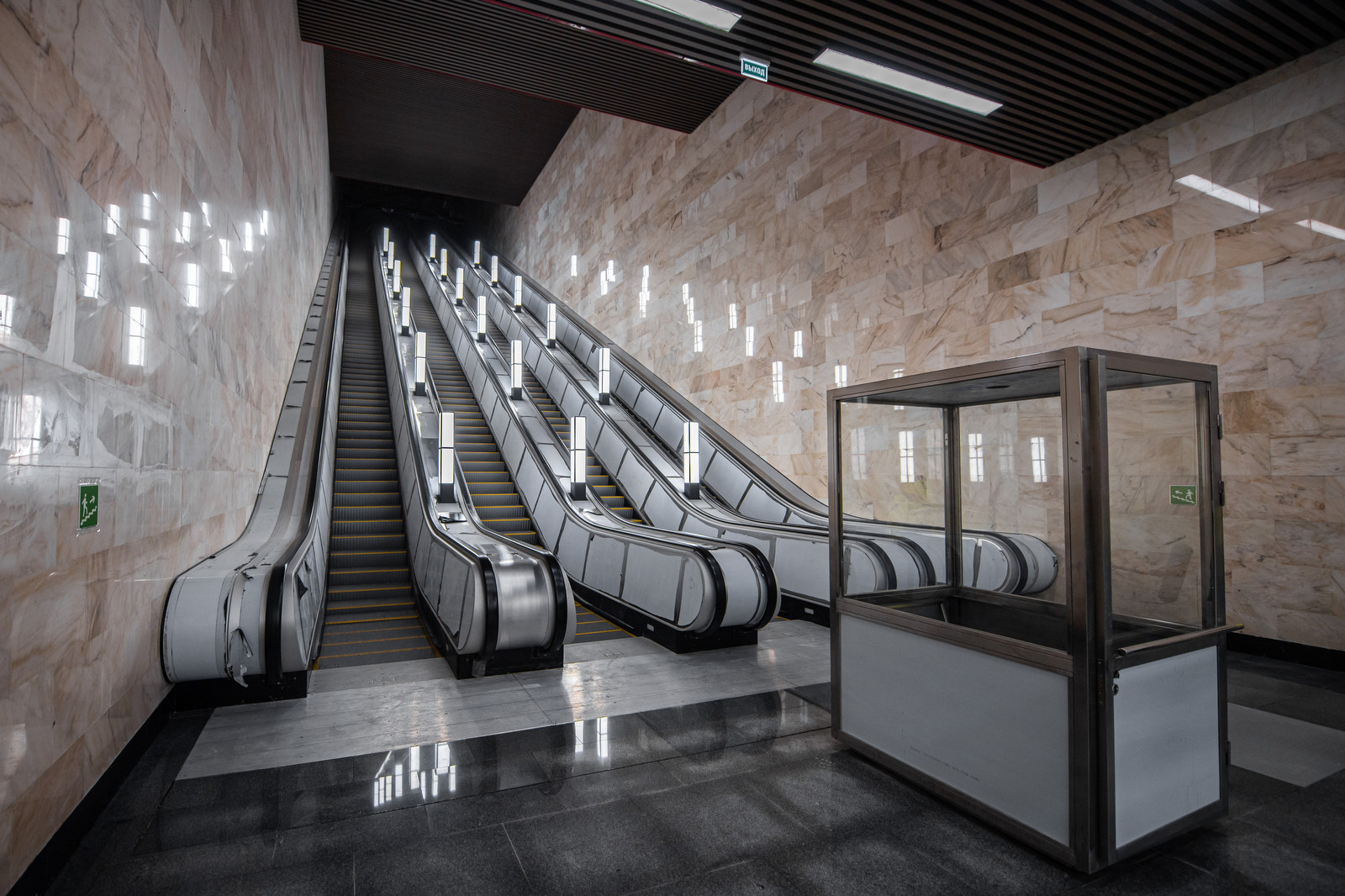
Эскалаторы северо-западного наземного вестибюля станции
- Подъём по эскалатору в северо-западный наземный вестибюль и переход по мосту на одноимённую станцию Солнцевской линии
- Подъём по эскалатору и выход в город через юго-восточный подземный вестибюль